# Love Again (filme)
Love Again (bra: O Amor Mandou Mensagem; prt: Amar... de Novo) é um filme estadunidense de 2023, do gênero comédia romântica dramática, dirigido por James C. Strouse, e estrelado por Priyanka Chopra Jonas, Sam Heughan e Céline Dion em sua estreia cinematográfica. O roteiro do próprio Strouse foi baseado no filme alemão "SMS für Dich" (2016), de Karoline Herfurth, por sua vez baseado no romance homônimo de 2010, de Sophie Cramer.
"Love Again" estreou nos cinemas dos Estados Unidos em 5 de maio de 2023, pela Sony Pictures Releasing. No Brasil e em Portugal, a produção foi lançada nos cinemas em 11 de maio de 2023.

## Enredo
Mira Ray (Priyanka Chopra Jonas) é uma autora e ilustradora de livros infantis que está profundamente apaixonada por seu namorado John (Arinzé Kene), com quem troca constantemente mensagens de texto repletas de flertes. Após um momento romântico em uma cafeteria, John vai embora e, diante dos olhos de Mira, é repentinamente atropelado por um carro, falecendo. Para aliviar o peso do luto, ela começa a enviar mensagens para seu antigo número de celular.
Dois anos depois, Mira vive com os pais fora da cidade, enquanto sua irmã Suzy (Sofia Barclay) a liga frequentemente, tentando convencê-la a voltar para sua casa. Suzy finalmente consegue, e recebe Mira de braços abertos.
Rob Burns (Sam Heughan) é um jornalista desolado, ainda se recuperando após ser abandonado uma semana antes de seu casamento. Infeliz, ele acompanha sua ex-noiva, Elizabeth, nas redes sociais. Quando é chamado ao trabalho, Rob recebe a tarefa de escrever uma matéria sobre Céline Dion e é avisado de que, se não colocar sentimento no texto, poderá perder o emprego.
Ao receber um novo celular corporativo, Rob conversa com seus colegas de trabalho, Lisa Scott (Lydia West) e Billy Brooks (Russell Tovey), que o incentivam a voltar a namorar. No entanto, ele se tornou cético em relação ao amor. Enquanto isso, Mira abre uma caixa que recebeu dos pais de John, contendo as roupas dele e o anel de noivado que ele nunca teve a chance de lhe dar. Para piorar sua situação, Mira é ameaçada por sua editora: ou entrega um novo livro alegre em breve, ou será responsabilizada pela demissão de uma estagiária e terá que devolver o adiantamento que recebeu.
Rob começa a receber mensagens apaixonadas e misteriosas de uma mulher em seu novo celular de trabalho, que é também o antigo número de John. Quando descobre que ela tem um encontro às cegas marcado por um aplicativo de namoro, ele decide ir até o local para tentar descobrir quem ela é. Pensando ter identificado a mulher, Rob fica desapontado ao vê-la saindo com seu acompanhante. O que ele não sabe é que, pouco depois, Mira expulsa Joel (Nick Jonas) do táxi por causa de seu comportamento sexualmente agressivo.
Durante a entrevista com Céline, ela percebe o ceticismo de Rob em relação ao amor. Fazendo perguntas incisivas, ela consegue que ele se abra. Céline o incentiva a seguir seu coração, mas Rob logo fica sem tempo para terminar a entrevista. Ela, então, o encoraja a tentar novamente quando ele tiver resolvido suas questões sobre relacionamentos e romance.
Ao decifrar uma mensagem da mulher desconhecida, Rob deduz que a pessoa que a enviou irá a uma ópera específica no The Met. Ele decide, então, ficar para todas as apresentações até descobrir a identidade dela. Finalmente, ele a encontra e se apresenta, e eles trocam números de celular, ao mesmo tempo que Rob omite estar recebendo as mensagens de Mira para seu falecido namorado. Em um encontro posterior para comer hambúrgueres, eles se surpreendem ao descobrir diversas compatibilidades e ficam acordados a noite toda conversando. Na noite seguinte, eles fazem o jantar juntos na casa dela; Mira adormece em seguida, e Rob passa a noite no sofá. No entanto, quando Mira nota que Rob e sua irmã estão se dando bem, ela entra em pânico.
Rob reencontra Céline que, ensaiando, percebe que algo nele está diferente. Mira entra em contato com ele novamente, e eles jogam basquete antes de passarem a noite juntos na casa de Rob. Na manhã seguinte, ao ver as suas mensagens para John na tela do computador de Rob, Mira se sente traída e diz a ele para nunca mais contatá-la.
Em vez de escrever a matéria sobre Céline, Rob decide narrar como ela e sua música o inspiraram a buscar o amor, que ele encontrou em Mira. Ele afirma que Mira o transformou e implora para que ela lhe dê uma segunda chance, sugerindo que se encontrem. O chefe de Rob o repreende publicamente por desobedecer à tarefa, mas, em particular, elogia seu trabalho e promete-lhe um podcast.
Mira e Rob finalmente se encontram em algum lugar entre o The Met e o Central Park. Após Rob concordar com inúmeras promessas, eles selam seu compromisso com um beijo.

## Elenco
- Priyanka Chopra Jonas como Mira Ray
- Sam Heughan como Rob Burns
- Céline Dion como Ela mesma
- Sofia Barclay como Suzy Ray
- Russell Tovey como Billy Brooks
- Lydia West como Lisa Scott
- Steve Oram como Richard Hughes
- Omid Djalili como Mohsen
- Nick Jonas como Joel
- Celia Imrie como Gina Valentine
- Arinzé Kene como John

## Produção
Em abril de 2019, James C. Strouse foi anunciado como o diretor do filme, que possuía "Text for You" como seu título de produção, e que seria uma refilmagem produzida pela Screen Gems do filme alemão "SMS für Dich" (2016). Em outubro de 2020, Priyanka Chopra Jonas, Sam Heughan e Céline Dion foram escalados para o elenco. Em novembro de 2020, Russell Tovey, Steve Oram, Omid Djalili, Sofia Barclay, Lydia West, Arinzé Kene e Celia Imrie juntaram-se ao elenco.
As filmagens começaram em outubro de 2020, e foram finalizadas no início de 2021. As gravações ocorreram em locações em Londres, e depois foram transferidas para os Estados Unidos.
Em abril de 2022, o filme foi renomeado para "It's All Coming Back to Me", em homenagem à música "It's All Coming Back to Me Now", presente no álbum "Falling into You" (1996), de Céline Dion. Em novembro de 2022, o filme foi renomeado novamente, dessa vez para "Love Again".

## Lançamento
O filme foi lançado nos cinemas dos Estados Unidos em 5 de maio de 2023, pela Sony Pictures Releasing. Anteriormente, estava programado para ser lançado em 10 de fevereiro, e depois em 12 de maio. No Brasil e em Portugal, a produção foi lançada nos cinemas em 11 de maio de 2023.
Em 23 de maio, o filme foi lançado digitalmente. Em 18 de julho, foi lançado em DVD e Blu-ray. No Brasil, a produção foi lançada diretamente na Max em 11 de agosto de 2023.

## Recepção
No site agregador de críticas Rotten Tomatoes, 28% das 46 avaliações dos críticos são positivas, com uma classificação média de 4,4/10. O consenso do site afirma: "Amar de novo? Depois de assistir a esse romance meloso, é provável que você pense que uma vez foi mais do que suficiente". O Metacritic, que usa uma média ponderada, atribuiu ao filme uma pontuação de 32 em 100, baseado em 12 críticos, indicando críticas "geralmente desfavoráveis". O público entrevistado pelo CinemaScore deu ao filme uma nota média de "B" em uma escala de A+ a F, enquanto o PostTrak relatou que o público feminino (que representou 75% do público no fim de semana de estreia) deu ao filme uma pontuação geral positiva de 81%, com 57% dizendo que definitivamente o recomendariam.

### Bilheteria
De acordo com os registros da Sony Pictures Releasing, o filme arrecadou US$ 6.230.837 na América do Norte e US$ 6.465.747 no resto do mundo, totalizando US$ 12.696.584 milhões mundialmente.
Na América do Norte, "Love Again" foi lançado junto com "Guardians of the Galaxy Vol. 3", e foi projetado para arrecadar cerca de US$ 5 milhões em 2.650 cinemas em seu fim de semana de estreia. O filme arrecadou US$ 1,2 milhão em seu primeiro dia, incluindo os US$ 240 mil da pré-estreia. A produção estreou com US$ 2,4 milhões, alcançando o quinto lugar nas bilheterias.

## Trilha sonora
A trilha sonora do filme foi lançada oficialmente em 12 de maio de 2023. Ela apresenta cinco canções novas de Céline Dion, além de possuir seis de seus sucessos anteriores. A primeira música, "Love Again", foi lançada em 13 de abril de 2023. A segunda faixa, "I'll Be", foi lançada em 5 de maio de 2023 – no dia do lançamento do filme.